# Cuviera trilocularis
Espèce
Cuviera trilocularis Hiern est une espèce de lianes de la famille des Rubiaceae et du genre Cuviera, présente en Afrique tropicale.

## Étymologie
Son épithète spécifique trilocularis s'explique par une erreur commise – semble-t-il – par W. P. Hiern qui pensait avoir observé un ovaire triloculaire, alors que les recherches ultérieures plaident plutôt en faveur d'un ovaire pentaloculaire, comme c'est le cas pour les autres espèces du genre.

## Distribution
L'espèce est présente à l'extrême sud-est du Nigeria (monts Oban) et de l'autre côté de la frontière, au sud-ouest du Cameroun, dans le parc national de Korup.